# 마리아 디미트리아디
마리아 디미트리아디(그리스어: Μαρία Δημητριάδη, 1950년 ~ 2009년 1월 6일)는 그리스의 가수이다. 미키스 테오도라키스의 곡을 노래한 가장 유명한 가수들 중 한명이다.

## 삶
1950년 아테나에서 태어났다.
그리스가 군사독재 시대 있던 1970년대 초반, 테오도라키스와 4년 동안 유럽 순회공연을 했다.
1991년부터 1993년까지 유고슬라비아에서 살았다.
말년에는 음악활동을 접고, 그리스 공산당의 지지자가 되었다.

## 음반
- 데뷔 싱글 - Ένα πρωινό